# Дубнічка (притока Бебрави)
Дубнічка (словац. Dubnička) — річка в Словаччині, ліва притока Бебрави, протікає в окрузі Бановці-над-Бебравою.
Довжина приблизно 10.0 км. Витік знаходиться в масиві Стражовські-Врхи (геоморфологічна підодиниця Злеховські пагорби); на висоті близько 345 метрів. Впадає Брадлянський потік.
Протікає територією села Дубнічка і міста Бановці-над-Бебравою. Впадає у Бебраву на висоті приблизно 195—200 метрів.